# ضبط‌کردن آنالوگ
ضبط‌کردن آنالوگ (انگلیسی: Analog recording) تکنولوژی است که به وسیله آن سیگنال‌های آنالوگ صوتی و یا تصویری را می‌توان ذخیره کرد و بعداً بازپخش کرد.
ذخیره‌سازی آنالوگ صوتی با دستگاه مکانیکی چون فون‌اوتوگراف و گرامافون آغاز شد. بعدها تکنولوژی این دستگاه‌ها با پیشرف سیم ضبط و نوار ضبط گسترش یافت.